# 小切姆巴爾河
小切姆巴爾河（俄语：Малый Чембар），是俄羅斯的河流，位於該國西部奔薩州，屬於大切姆巴爾河的支流，河口處在別林斯基附近，河道全長33公里，流域面積241平方公里。